# Congress Hall

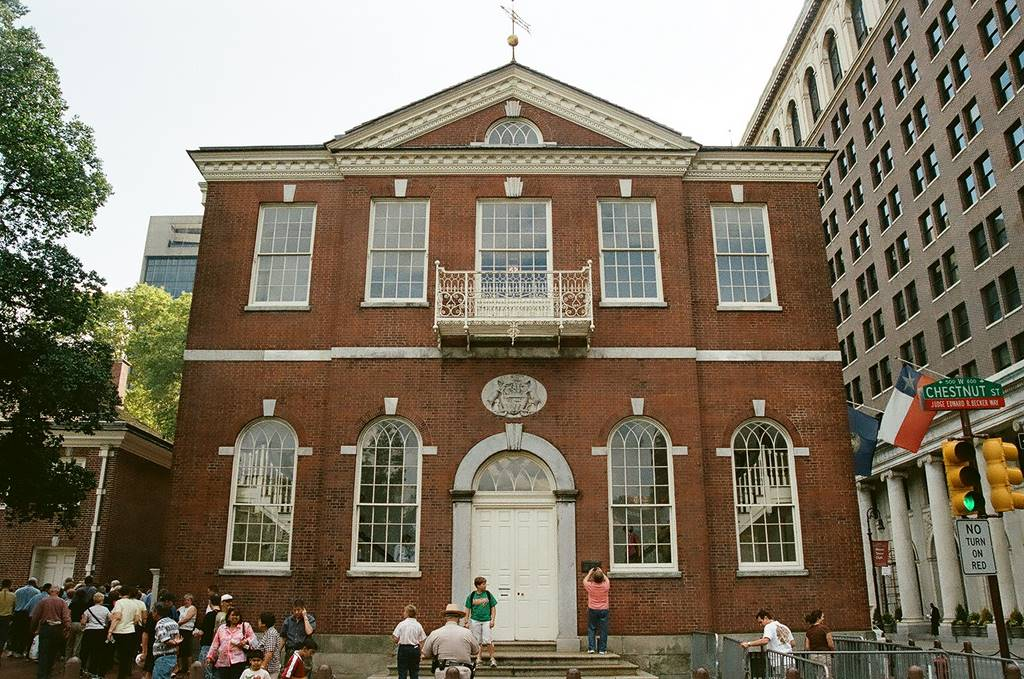
La façade du Congress Hall

Le Congress Hall (salle du Congrès) est un bâtiment en briques du XVIIIe siècle, situé sur Chestnut Street, à Philadelphie. Il servit de lieu de réunion du premier Congrès américain à compter du 6 décembre 1790 et ceci jusqu'en 1800, année durant laquelle les institutions américaines furent transférées à Washington, D.C.. C'est au Congress Hall que fut ratifiée la Déclaration des droits américaine (Bill of Rights).
Aujourd'hui, le Congress Hall fait partie du quartier historique de Philadelphie et se trouve à proximité de l'Independence Hall, dans le parc national historique de l'indépendance. 